# وولفرام مولر
وولفرام مولر (بالألمانية: Wolfram Müller)‏ هو منافس ألعاب قوى ألماني، ولد في 8 يوليو 1981 في بيرنا في ألمانيا.

## وصلات خارجية
- وولفرام مولر على موقع الاتحاد الدولي لألعاب القوى (الإنجليزية)
- وولفرام مولر على موقع أوليمبيديا (الإنجليزية)